# 一个都不能少 (电视剧)
《一个都不能少》是2020年首播的中国大陆电视剧，由黄品沅、赵君、陈瑾、萨日娜等主演。本劇入選了国家广播电视总局脱贫攻坚重点剧目。於2020年3月16日在央视一套播出。